# Granard
Granard (en gaèlic irlandès Gránard) és una vila d'Irlanda, al comtat de Longford, a la província de Leinster. Té una història que es remunta al 236. Està situat just al sud de la frontera entre els conques dels rius Shannon i Erne, en el punt on entren en contacta la carretera N55 i la carretera regional R194.

## Història
La ciutat va ser un centre poblat des de temps cèltics, probablement degut a la seva posició elevada que oferia una bona vista dels voltants. Ja és esmentada en l'antiga èpica irlandesa Táin Bó Cúailnge com un dels llocs on la reina Medb i el seu exèrcit s'aturaren en el viatge per a agafar el Donn Cuailnge (el Brau Bru de Cooley). El nom de la ciutat mateix és tan antic com per no ser clar fins i tot en irlandès; els autors del segle xi del Lebor na hUidre (que conté la versió escrita més antiga del Táin) se'n refereixen en una glossa com a "Gránairud Tethba tuaiscirt .i. Gránard indiu" ("Gránairud del nord Teathbha, i.e. Gránard d'avui"). Segons la Vida tripartita de Sant Patrici, Patrici es refereix a Guasacht, un fill del seu antic mestre Milchú, com a primer bisbe de Granard, però la diòcesi no va sobreviure com a entitat separada. El cognom Sheridan fou esmenat per primer cop a Granard en el segle viii.
Granard és conegut pel castell de mota i pati construït per Risteárd de Tiúit que s'alça 166 metres sobre el novell del mar i es troba a la capçalera de la ciutat. El 1932 s'hi va erigir una estàtua de Sant Patrici per a commemorar el 1500è aniversari de l'arribada del sant a Irlanda per segon cop. Degut a la seva situació entre els tres rius i a la vora del Lough Sheelin era un important centre de la pesca de la truita. Els Gaynors eren els senyors gaèlics de Granard.
Granard era el lloc de la celebració anyal del festival de l'harpa de 1781 a 1785. Havia rebut el suport financer de James Dungan, mercader irlandès resident a Copenhaguen però nascut a Granard, qui havia sentir parlar d'esdeveniments semblants organitzats a Escòcia. Molts dels arpistes que guanyaren el festival, inclosos Charles Fanning, Arthur O'Neill, i Rose Mooney anaren a tocar al Festival d'Harpa de Belfast de juliol de 1792. Hi ha hagut un reviscolament d'aquest festival des de 1981.
El 31 d'octubre de 1920 durant la Guerra Angloirlandesa un oficial de policia, l'inspector de districte Philip Kelleher fou assassinat per dos emmascatats en el bar del Greville Arms Hotel de Granard. Com a represàlia, un comboi motoritzat de tropes monàrquiques entrà a la ciutat quatre dies més tard i va destruir sistemàticament les principals indústries de la ciutat, inclòs el Greville Arms Hotel.

## Personatges il·lustres
- Kitty Kiernan (1892–1945) promesa del revolucionari Michael Collins. Després de la seva mort es casà amb l'oficial Felix Cronin.